# Jorginho (Fußballspieler, 1964)
Jorge José de Amorim Campos, genannt Jorginho (* 17. August 1964 in Rio de Janeiro), ist ein brasilianischer Fußballtrainer und ehemaliger -spieler.

## Spielerkarriere

### Vereine
Jorginho spielte ab 1978 in der Jugend des America FC von Rio, in dessen Kampfmannschaft er 1983 aufgenommen wurde. Im Jahr 1984 wechselte er zu Flamengo Rio de Janeiro, bei denen er sich sogleich als Nachfolger auf der Position des rechten Außenverteidigers und Nationalspielers Leandro etablierte. Er blieb bis 1989 bei Flamengo und gewann dabei die Staatsmeisterschaft von Rio de Janeiro von 1986 und die in der Wertigkeit mit der Meisterschaft von Brasilien gleichzusetzende Copa União 1987. 1989 gewann er mit Flamengo auch den Hamburger Hafenpokal.
1989 wechselte er nach Deutschland zum Bundesligisten Bayer 04 Leverkusen, der in dieser Zeit viele Brasilianer anzog. Sein Debüt gab er am 15. September 1989 (9. Spieltag) beim 2:0-Heimsieg über Eintracht Frankfurt; sein erstes Tor war der Treffer zum 1:1-Endstand am 8. Dezember 1989 (20. Spieltag) im Auswärtsspiel bei Borussia Mönchengladbach. In der Bundesliga qualifizierte sich Bayer in seiner ersten Saison als Fünfter für den UEFA-Pokal 1990/91, aus dem man in der dritten Runde gegen Brøndby IF ausschied, während in den beiden folgenden beiden Saisonen nurmehr Plätze im oberen Mittelfeld erreicht werden konnten.
Zur Saison 1992/93 folgte sein Wechsel zum FC Bayern München, der in jener Zeit viele Spieler von Bayer Leverkusen anzog. Für die Bayern kam er bis 1995 in der Liga 67-mal zum Einsatz kam und trug 1994 zum Gewinn des deutschen Meistertitels bei. Seinen Treffer zum 2:0-Endstand im Heimspiel gegen den FC Schalke 04 am 7. Mai 1994 (34. Spieltag) widmete er seinem am 1. Mai 1994 tödlich verunglückten Landsmann, dem Automobil-Rennfahrer Ayrton Senna. In der Winterpause der Saison 1994/95 verließ er den FC Bayern.
Von 1995 bis 1999 war Jorginho in Japan bei Kashima Antlers unter Vertrag, mit dem er vier Titel gewann. Dort wurde ihm 1996 auch die Auszeichnung des J. League Fußballer des Jahres zuteil.
Nach Rückkehr nach Brasilien spielte er 1999 beim FC São Paulo, von 2000 bis 2001 für CR Vasco da Gama, mit dem er 2000 die Brasilianische Meisterschaft und die Copa Mercosur gewann. 2002 spielte er noch für Fluminense Rio de Janeiro. Er kam vom 3. März bis 14. April viermal (2 Siege, 2 Niederlagen) in den Meisterschaftsspielen zum Einsatz und trug so zum Gewinn der Staatsmeisterschaft von Rio de Janeiro bei.

### Nationalmannschaft
Jorginho nahm 1983 mit der brasilianischen U-20-Nationalmannschaft an der Junioren-Weltmeisterschaft in Mexiko teil, bestritt fünf von sechs Spielen (ohne Tor) und wurde durch den 1:0-Sieg seiner Mannschaft über die Auswahl Argentiniens Junioren-Weltmeister.
Sein Debüt in der brasilianischen A-Nationalmannschaft gab er als Einwechselspieler am 21. Juni 1987 beim Spiel gegen Ecuador (4:1). Beim olympischen Fußballturnier in Seoul bestritt er vier Spiele und unterlag mit seiner Auswahl im Endspiel gegen die UdSSR am 1. Oktober 1988 mit 1:2 Toren nach Verlängerung. Als er am 13. August 1989 zu seinem 14. Einsatz beim 1:1 gegen Chile im Rahmen der WM-Qualifikation eingewechselt wurde, war er der erste brasilianische Nationalspieler, der in der deutschen Bundesliga spielte.
Der Abwehrspieler gehörte der Seleção an, die bei der Weltmeisterschaft 1990 in Italien bis ins Achtelfinale vorstieß und bei der Weltmeisterschaft 1994 in den USA Weltmeister wurde. Insgesamt trug er bis 1996 das Nationaltrikot 64-mal und erzielte dabei drei Tore.

## Trainerkarriere

### Vereine
Im Oktober 2005 wurde er vom unterklassigen America FC als Trainer verpflichtet, den er bis zum Sommer 2006 trainierte.
Nach seiner Verpflichtung Ende August 2010 wurde Jorginho zwei Monate später schon wieder als Trainer des brasilianischen Erstligisten Goiás EC im November 2010 entlassen. Von März 2011 bis Dezember 2011 war er beim Figueirense FC als Trainer beschäftigt.
Im Januar 2012 übernahm er das Traineramt beim japanischen Erstligisten und seinem Ex-Klub Kashima Antlers. Er unterschrieb einen Einjahresvertrag bis Ende Dezember 2012. Ende November 2012 gab Jorginho bekannt, dass er seinen Vertrag nicht verlängern wird. Beim brasilianischen Erstligisten CR Flamengo wurde er aufgrund eines misslungenen Saisonstarts bereits nach vier Spieltagen im Juni 2013 entlassen.
2014 trainierte er Al-Wasl in den Vereinigten Arabischen Emiraten und von 2015 bis 2016 CR Vasco da Gama. Anfang 2017 löste er nach dem dritten Spieltag Guto Ferreira als Trainer des Erstligaaufsteigers EC Bahia ab. Bereits Ende Juli 2017 wurde er wieder entlassen.
2018 betreute er die Auswahl des Ceará SC und von Vasco da Gama. Zu Jahresanfang 2019 übernahm Jorginho Ponte Preta. Nach schlechten Ergebnissen in der Série B 2019, wurde Jorginho nach dem 18. Spieltag am 25. August vorzeitig entlassen. Zu dem Zeitpunkt stand der Klub auf dem achten Tabellenplatz.
Am 23. September 2019 stellte der Coritiba FC Jorginho als neuen Trainer vor. Der Ligakonkurrent seines vorherigen Klubs lag zu der Zeit (dem 23. Spieltag) auf dem achten Tabellenplatz. Jorginho führte die Mannschaft zum Saisonende auf den dritten Platz und somit zum Aufstieg in die Série A 2020. Nachdem er sich mit dem Klub nicht über die finanziellen Fragen einigen konnte, verlängerte er nach Abschluss der Saison seinen Vertrag mit Coritiba nicht. Im August 2020 wurde Jorginho erneut von Coritiba verpflichtet. Der Klub hatte nach dem fünften Spieltag der Série A 2020 seinen Trainer Ney Franco entlassen. Nach dem 18. Spieltag wurde Jorginho am 25. Oktober wieder entlassen.
Am 5. April 2021 unterzeichnete Jorginho bei Atlético Goianiense einen neuen Vertrag. Bereits am 15. Mai kündigte er nach 13 Spielen vorzeitig aufgrund Meinungsverschiedenheiten mit dem Vorstand wieder. Anfang Juli 2021 übernahm Jorginho Cuiabá EC. Der Klub befand sich zu dem Zeitpunkt, dem achten Spieltag der Série A 2021, in der Abstiegszone. Am Ende der Saison belegte der Klub den 15. Platz und konnte in der Liga verbleiben. Cuiabá verlängerte seinen Vertrag aber nicht. Im Mai 2022 kehrte Jorginho zu Atlético Goianiense zurück. Der Klub hatte seinen Cheftrainer Umberto Louzer nach dem sechsten Spieltag, auf Platz 19 liegend, entlassen. Am 27. August, nach dem 24. Spieltag, wurde ihm wieder gekündigt. Am 5. September gab Vasco da Gama bekannt, Jorginho zum dritten Mal als Trainer verpflichtet zu haben.

### Nationalmannschaft
Als Co-Trainer betreute Jorginho ab Juli 2006 die Brasilianische Nationalmannschaft auch während der Fußball-Weltmeisterschaft 2010. Das Scheitern im Viertelfinale an den Niederlanden führte nach dem Turnier in Südafrika zur Entlassung von Nationaltrainer Dunga und Jorginho am 4. Juli 2010.

## Spielererfolge
Auswahlmannschaften
- Weltmeister 1994
- Junioren-Weltmeister 1983
- Rous Cup-Sieger 1987
- Olympische Silbermedaille 1988

Vereine
- Staatsmeister von Rio de Janeiro 2002
- Deutscher Meister 1994
- Japanischer Meister 1996, 1998
- Kaiserpokal-Sieger 1997
- Japanischer Ligapokal-Sieger 1997
- Copa Mercosur: 2000
- Brasilianische Meisterschaft: 2000

## Trainererfolge
- Japanischer Ligapokal-Sieger 2012
- Copa-Suruga-Bank-Sieger 2012

## Sonstiges
Heute leitet Jorginho eine Fußballschule für Straßenkinder in Rio de Janeiro.